# Пшитонь (Лобезький повіт)
Пшитонь (пол. Przytoń, нім. Klaushagen) — село в Польщі, у гміні Венґожино Лобезького повіту Західнопоморського воєводства.
Населення — 231 особа (2011).
У 1975-1998 роках село належало до Щецинського воєводства.

## Демографія
Демографічна структура станом на 31 березня 2011 року:
|          | Загалом | Допрацездатний вік | Працездатний вік | Постпрацездатний вік |
| -------- | ------- | ------------------ | ---------------- | -------------------- |
| Чоловіки | 128     | 32                 | 87               | 9                    |
| Жінки    | 103     | 20                 | 57               | 26                   |
| Разом    | 231     | 52                 | 144              | 35                   |